# باتريك فيراتش
باتريك فيراتش (بالألمانية: Patrick Weihrauch) (3 مارس 1994 ألمانيا - ) هو لاعب كرة قدم ألماني، يلعب كمهاجم.

## وصلات خارجية
باتريك فيراتش على موقع الاتحاد الأوربي (الإنجليزية)
- باتريك فيراتش على موقع قاعدة بيانات كرة القدم.إي يو (الإنجليزية)
- باتريك فيراتش على موقع Soccerway.com (الإنجليزية)
- باتريك فيراتش على موقع عالم كرة القدم.نت (الإنجليزية)
- باتريك فيراتش على موقع AS.com (الإسبانية)